# Абдуллахи, Шеху
Шеху Абдуллахи (англ. Shehu Abdullahi; род. 12 марта 1993, Сокото) — нигерийский футболист, полузащитник сборной Нигерии.

## Клубная карьера
Во взрослом футболе дебютировал в 2012 году за нигерийский клуб «Кано Пилларс». В июле 2014 года перешёл в «Аль-Кадисию», сумма трансфера составила 480$ тыс., из них 330$ тыс. достались игроку.

## Карьера в сборной
В 2014 году дебютировал в официальных матчах в составе национальной сборной Нигерии. Участвовал в Чемпионате африканских наций 2014 года.